# Blood Ties (Buffy the Vampire Slayer)
Blood Ties es el decimotercer episodio de la quinta temporada de Buffy the Vampire Slayer.

## Argumento
Buffy (Sarah Michelle Gellar) decide explicar a la pandilla que Dawn es la Llave y se disculpa por no haberlo hecho antes. Mientras tanto, Glory (Clare Kramer) y sus sirvientes atacan a los Caballeros de Bizancio en un claro del bosque. Mueren muchos de ellos, pero lleva a uno a su apartamento y le tortura para que le dé información sobre la Llave. Como no lo logra, le absorbe el cerebro.
Dawn (Michelle Trachtenberg) se da cuenta de que la pandilla se porta de forma rara con ella y nota que Giles (Anthony Stewart Head) esconde un cuaderno debajo del mostrador.
Se celebra el cumpleaños de Buffy, con tarta, regalos y comida. Dawn le da a Buffy una foto de ellas en una playa, de un viaje que habían hecho a San Diego con su padre hacía tiempo. Más tarde, Dawn oye otra vaga conversación que se interrumpe cuando ella se acerca. Sabe que hablan de ella a sus espaldas y eso le molesta mucho. Entonces sube corriendo a su habitación y sale por la ventana, encontrándose con Spike (James Marsters). Dawn quiere entrar en la tienda y encontrar el cuaderno de Giles y Spike se ofrece para cuidarla. En la tienda Dawn encuentra el cuaderno, Spike lo lee y descubren que ella es la Llave.
Dawn está en el salón de pie, con el brazo cubierto de sangre. Acababa de cortarse con un cuchillo, queriendo comprobar que es real. Los demás se van y Buffy y Joyce (Kristine Sutherland) se llevan a Dawn escaleras arriba, intentando explicárselo, pero no lo consiguen.
Al día siguiente, en la tienda, al encontrar los restos de un cigarrillo Buffy va a la cripta de Spike. Busca pelea pero éste le dice que no habría pasado nada si ella hubiera sido honesta con Dawn desde el primer momento. Buffy se va y descubre que Dawn se ha escapado. El grupo se divide para buscarla. Buffy termina admitiendo ante Spike que debió haberle dicho la verdad a Dawn antes. Spike trata de consolarla.
Dawn va al hospital, dirigiéndose a la sala de psiquiatría, donde intenta que los enfermos mentales arrojen alguna luz sobre su situación. El Caballero la reconoce, pero no resulta de ayuda. Dawn corre al pasillo y tropieza con Ben (Charlie Weber), quien la lleva a la sala de espera. Dawn empieza a contar que es la Llave y se esconde de Glory. Ben siente que Glory se acerca y le dice a Dawn que corra lejos tan rápido como pueda. Ben se transforma en Glory ante la mirada de Dawn pero no sabe sobre qué estaban hablando, aunque reconoce a Dawn como la hermana de Buffy, así que decide llevársela a otra habitación y le interroga sobre la Llave.
La pandilla encuentra a Dawn justo a tiempo. La pelea no se decanta de lado alguno hasta que Willow y Tara hacen desaparecer a Glory con un hechizo de teletransporte. Dawn está enfadada, pero Buffy le dice que no importa cómo llegó a ella: es su hermana y tiene su misma sangre, tras lo cual se reconcilian. Dawn dice que Ben trató de ayudarla, pero no recuerda nada más. 

## Reparto

### Personajes principales
- Sarah Michelle Gellar como Buffy Summers.
- Nicholas Brendon como Xander Harris.
- Alyson Hannigan como Willow Rosenberg.
- Emma Caulfield como Anya Jenkins.
- Michelle Trachtenberg como Dawn Summers.
- James Marsters como Spike.
- Anthony Stewart Head como Rupert Giles.

### Apariciones especiales
- Amber Benson como Tara Maclay.
- Clare Kramer como Glorificus.
- Charlie Weber como Ben.
- Troy T. Blendell como Jinx.
- Kristine Sutherland como Joyce Summers.

### Personajes secundarios
- Justin Gorence como
- Michael Emanuel como Burly Guard.
- Joe Ochman como
- Paul Bates como Loco #1.
- Carl J. Johnson como Loco #2.
- Candice Nicole como Joven Buffy.
- Elyssa D. Vito como Joven Dawn.

## Producción